# إديسون (إلينوي)
إديسون (بالإنجليزية: Addison)‏ هي قرية تقع في الولايات المتحدة في مقاطعة دوبيج. يقدر عدد سكانها بـ 36,942 نسمة .

## المدن التوأمة
مدينة تريدجانو هي مدينة توأمة لـإديسون (إلينوي).